# Вилянуева де Кордоба
Вилянуева де Кордоба (на испански: Villanueva de Córdoba) е населено място и община в Испания. Намира се в провинция Кордоба, в състава на автономната област Андалусия. Общината влиза в състава на района (комарка) Вале де лос Педрочес. Заема площ от 427 km². Населението му е 9599 души (по преброяване от 2010 г.). Разстоянието до административния център на провинцията е 90 km.

## Демография
| 1996   | 1998   | 1999 | 2000 | 2001 | 2002 | 2003 | 2004 | 2005 | 2006 |
| ------ | ------ | ---- | ---- | ---- | ---- | ---- | ---- | ---- | ---- |
| 10 164 | 10 069 | 9957 | 9807 | 9649 | 9478 | 9263 | 9740 | 9719 | 9800 |